# Mutnica (rijeka)
Mutnica je rijeka u Bosni i Hercegovini, desna pritoka rijeke Korane.

## Opis
Mutnica je najduža rijeka u Cazinskoj općini sa svojim 19,5 km dugim tokom. Nastaje od potoka i vrela kod sela Vrela i izvora Kamenica i Crnog vrela ispod sela Osredka. Podno ruševina utvrde Tržac Mutnica utječe u rijeku Koranu.
Rijeka Mutnica u svom donjem toku ima relativno slabo izraženo korito s mnogo meandara te obraslo sitnom i krupnom vegetacijom. Zbog toga vrlo često dolazi do izlijevanja velikih voda po poljima zbog čega je zemljište stalno zamočvareno.
Tijekom protekle agresije na Bosnu i Hercegovinu, po izbijanju krvavih međubošnjačkih sukoba u Krajini, paravojne snage Fikreta Abdića, izdale su 5. Korpus i stale na stranu okupatora. Tako je neko vrijeme linija razgraničenja bila upravo ovdje u blizini mosta koji vodi preko rijeke Mutnice i uz samu utvrdu Tržac.